# Stemband
De stembanden of stemplooien zijn twee gepaarde structuren in het strottenhoofd. Ze vormen een belangrijk deel van het stemvormend apparaat. De stemplooien bestaan uit de met epitheel bedekte stemplooien (plicae vocales), de eigenlijke stemplooien (ligamenta vocalia), de stemspier (musculus vocalis) en de bekerkraakbeentjes (cartilagines arytaenoides), allemaal aan beide kanten.

## Opbouw en functie
De spleet tussen de stemplooien wordt de stemspleet (rima glottidis) genoemd. De achterste uiteinden van de stemplooien zijn met de beide bekerkraakbeentjes verbonden, die de positie van de stemplooien ten opzichte van elkaar beïnvloeden. Bij het ademen zijn de stemplooien wijd geopend (abductie), waardoor de stemspleet een typische driehoekige vorm aanneemt (zie afbeelding aan de rechterkant). De stemspier kan de spanning en de dikte van de stemplooien veranderen. Samen met de musculus cricothyreoidicus, die eveneens de spanning en lengte van de stemplooien verandert, ontstaat een nauwkeurig sturingsmechanisme waarmee het volume en de toonhoogte van de menselijke stem worden geregeld.
Als tijdens het uitademen de stemplooien gespannen zijn, ontstaat aan de stemplooien een toenemende luchtdruk. Wanneer deze luchtdruk een drempelwaarde bereikt, worden de stemplooien opengedrukt en neemt de luchtdruk tijdelijk af, waardoor de aangespannen stemplooien snel weer sluiten. Door de druk sluiten zij zich dus weer, waarna het proces zich herhaalt (het bernoulli-effect). Dit noemt men de aerodynamische myoëlastische theorie. De aldus ontstane trilling in de stemplooien wordt overgedragen aan de passerende luchtstroom. Hoe sterker de stemplooien worden opgespannen, des te hoger is de trillingsfrequentie is en des te hoger wordt de toonhoogte van de stem.
Een mannenstem heeft een toonhoogte van rond de 110 Hz. Bij een vrouwenstem is dit ongeveer 220 Hz en bij een kinderstem ongeveer 300 Hz. Deze cijfers gelden voor Europeanen; Japanners en andere Aziaten hebben gemiddeld veel hogere stemmen.
Hoe langer de stemplooien zijn, des te lager de stem klinkt. De lengte van de stemplooien is doorgaans evenredig met de afmeting van het strottenhoofd, vandaar dat bij de plotselinge groei van het strottenhoofd in de puberteit bij jongens de stem ineens veel lager wordt en ze de baard in de keel krijgen.

## Weefselopbouw

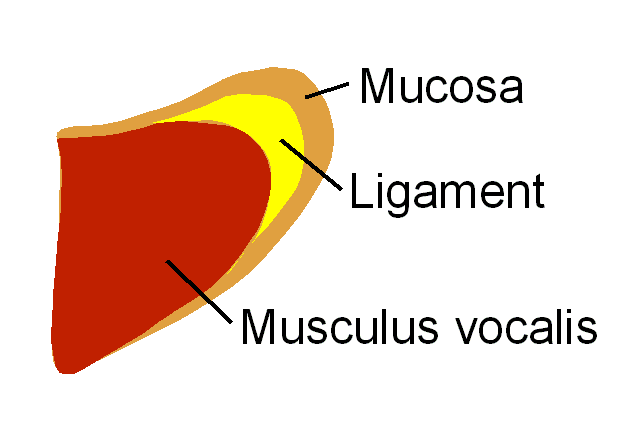
Schematische voorstelling van een stemband in frontale doorsnede

Beweging van de stembanden tijdens normale spraak

De stembanden zijn opgebouwd uit verschillende lagen. De basislaag wordt gevormd door de stemspier, met daar overheen de lamina propria mucosae (elastisch, vezelrijk bindweefsel). Over deze laag ligt een vliesachtige structuur die aan beide kanten aan kraakbeen vastzit, het ligamentum vocale, de eigenlijke stemplooi. De bovenste lagen bestaan uit slijmvlies en epitheel. Op het oppervlak van de stemplooien bestaat tussen het epitheel en het bindweefsel een kleine tussenruimte, de ruimte van Reinke, die verschuiving tussen het epitheel en het bindweefsel mogelijk maakt.
Veel voorkomende problemen van de stemplooien zijn een stembandpoliep, stembandknobbeltjes en Reinkes oedeem. Een zeldzamere afwijking is het groeien van wratten op de stemplooien door HPV-besmetting (larynxpapillomatose).
Ook kunnen een- of tweezijdige stembandverlammingen (paresen) voorkomen. Deze worden meestal veroorzaakt door beschadiging door een beademingstube (narcose of IC-opname) of door neurologische problemen. Als de stemplooien door verlamming niet meer goed sluiten, wordt er soms door de kno-arts collageen in de stemplooien gespoten, zodat ze verdikken en beter sluiten met een betere stem tot gevolg.
Na een laryngectomie (het verwijderen van de larynx, het strottenhoofd) vanwege kanker kan de functie van de stemplooien overgenomen worden met een apparaatje dat een (dalende) zoemtoon geeft dat tegen de keel gezet wordt, door gebruik te maken van het opboeren van ingeslikte lucht (oesofagusspraak) en daarmee de stem volume te geven, of door middel van een klein klepje tussen de luchtpijp en de keel waardoor bij uitademing lucht naar de keel- en mondholte kan worden geperst.